# Junior Murillo
Junior Murillo (Cali, Valle del Cauca, Colombia; 20 de mayo de 1991) es un futbolista colombiano. Juega como delantero y actualmente milita en el Orsomarso de la Categoría Primera B colombiana. Tiene un hermano llamado Jeison Murillo que actualmente milita en el Al-Shamal S. C. de la liga de Catar. 

## Legado deportivo
Es hermano del también futbolista Jeison Murillo, defensor del Celta de Vigo y la Selección Colombia.

## Trayectoria

### Inicios
Desde el año 2001 y hasta 2009 estuvo juntó con su hermano Jeison en las Divisiones Menores del Deportivo Cali, allí se destacó siendo goleador en varios torneos juveniles.

### Debut y cesión
Debutaría profesionalmente en la Copa Colombia 2010 con el Deportivo Cali, para el segundo semestre del año es cedido al Depor Aguablanca donde logra tener una buena regularidad y regresa al Deportivo Cali en el Torneo Finalización 2011 donde tan solo juega un partido.

### Plaza Amador y Orsomarso
Tras una larga inactividad y un paso no tan grato en el fútbol de El Salvador, llega en 2016 a Panamá donde ficha por con el Plaza Amador donde el entrenador Jair Palacios Mulato le da la oportunidad de disputar 5 partidos y al final lograrían el título del Torneo Clausura.
Para 2017 ficha con el Orsomarso anotando una buena cantidad de goles.

## Clubes
| Club             | País       | Año           |
| ---------------- | ---------- | ------------- |
| Deportivo Cali   | Colombia   | 2010          |
| Depor Aguablanca | Colombia   | 2010 - 2011   |
| Deportivo Cali   | Colombia   | 2011          |
| Plaza Amador     | Panamá     | 2016          |
| Orsomarso        | Colombia   | 2017-2018     |
| Limón FC         | Costa Rica | 2019          |
| Orsomarso        | Colombia   | 2020-presente |

## Estadísticas
| Club                        | Div.          | Temporada     | Liga  | Liga  | Copa Nacional | Copa Nacional | Copa Internacional | Copa Internacional | Total | Total |
| Club                        | Div.          | Temporada     | Part. | Goles | Part.         | Goles         | Part.              | Goles              | Part. | Goles |
| --------------------------- | ------------- | ------------- | ----- | ----- | ------------- | ------------- | ------------------ | ------------------ | ----- | ----- |
| Deportivo Cali · Colombia   |               |               |       |       |               |               |                    |                    |       |       |
| 1.ª                         | 2010-l        | 0             | 0     | 1     | 0             | -             | -                  | 1                  | 0     |       |
| 1.ª                         | 2011-ll       | 1             | 0     | -     | -             | -             | -                  | 1                  | 0     |       |
| Total club                  | Total club    | 1             | 0     | 1     | 0             | 0             | 0                  | 2                  | 0     |       |
| Depor Aguablanca · Colombia |               |               |       |       |               |               |                    |                    |       |       |
| 2.ª                         | 2010-ll       | 12            | 0     | -     | -             | -             | -                  | 12                 | 0     |       |
| 2.ª                         | 2011-l        | 13            | 5     | 6     | 0             | -             | -                  | 19                 | 5     |       |
| Total club                  | Total club    | 25            | 5     | 6     | 0             | 0             | 0                  | 31                 | 5     |       |
| Plaza Amador · Panamá       |               |               |       |       |               |               |                    |                    |       |       |
| 1.ª                         | 2016          | 5             | 0     | -     | -             | -             | -                  | 5                  | 0     |       |
| Total club                  | Total club    | 5             | 0     | 0     | 0             | 0             | 0                  | 5                  | 0     |       |
| Orsomarso · Colombia        |               |               |       |       |               |               |                    |                    |       |       |
| 2.ª                         | 2017          | 33            | 12    | 1     | 0             | -             | -                  | 34                 | 12    |       |
| 2.ª                         | 2018          | 5             | 1     | 2     | 0             | -             | -                  | 7                  | 1     |       |
| Total club                  | Total club    | 38            | 13    | 3     | 0             | 0             | 0                  | 41                 | 13    |       |
| Total carrera               | Total carrera | Total carrera | 69    | 18    | 10            | 0             | 0                  | 0                  | 79    | 18    |

## Palmarés
- Torneo Clausura 2016 (Panamá) con Plaza Amador.